# Свідомо став на муку
«Свідо́мо став на му́ку» — єдина збірка віршів Леоніда Тереховича. Книга була видана посмертно, у 1993 році.

## Історія видання
Передмову до збірки написав журналіст П. Повод. Вступну статтю «Нехай земля буде пухом!» написав упорядник Віталій Москаленко, редактор незалежної газети Чернігівщини «Громада»:

| «До редакції «Громади» потрапили два шкільні зошити з поезіями Тереховича, датовані серединою 1990 і початком 1992 років. Всього 121 вірш. Це були вірші поета! Не можна було допустити, щоб слово поета-мученика загубилось в темряві небуття. Почались пошуки спонсора, щоб видати бодай невеличку збірочку поезій Леоніда Тереховича...» |
Збірку було видано на замовлення редакції газети «Громада». Спонсором видання виступила торгова компанія «Bomond», директор Воронін Г. П.

## Тематика збірки
Збірка складається із 32 поезій, написаних протягом 1990 —1992 років. Автобіографічні моменти, громадянські мотиви, страх самотності, передчування смерті.
Електронну версію збірки зробив А. С. Натаріус.

## Зміст збірки
| Шануймося, люди, бо ми того варті, щоб душі зігріла повага незла, щоб совість незрадно стояла на варті, і щемна надія розраду несла. Нам треба свідомо ставати на муку, порвать по живому, щоб вийти з пітьми... Лише б не забути святої науки — в нелюдських умовах зостатись людьми. |

| Закоханий в безмежний білий світ, я знаю, що у кожного він свій, й ніхто на світі всі людські світи в один-єдиний ще не міг звести... Ще в серці немовляти ожива велична неповторність світова, щоб дух новий з роками долетів до мислимих й немислимих світів! Несе людина через все життя своє — окреме — світосприйняття, лише в кінці під покривалом літ зникає світло, і зникає світ... |